# H:ström
H:ström - Text & Kultur AB, av företaget självt versaliserat h:ström, är ett multikulturellt företag med säte i Umeå, som bland annat driver ett bokförlag, ett digitaltryckeri, ett antikvariat och en bokhandel. Företaget grundades 1998 (då som renodlat antikvariat och bokhandel). 
Förlagets första bok utkom 2000 och sedan dess har förlaget publicerat över 400 titlar (2020), med huvudsaklig inriktning på skönlitteratur, filosofi, politik och essäer – såväl klassiker som nyskrivet material. Flera titlar är att betrakta som långtgående experimentella och skruvade i sin stil.
Förlaget har bland annat gett ut klassiker som William Blake, Henry David Thoreau, Guy de Maupassant, Percy Bysshe Shelley, Edgar Allan Poe, Nikolaj Gogol, Jules Verne, H.G. Wells, Gustave Flaubert, Friedrich Nietzsche och Ann Radcliffe. Bland de samtida författare som utgivits på förlaget finns Stefan Hammarén, Bo I. Cavefors,  Vladimir Oravsky, Niclas Lundkvist (Nikanor Teratologen), Jonas Sjöstedt och Stefan Whilde. 
Förlaget drivs av Johan Hammarström som förlagschef och Adam Persson som förlagsredaktör. Till förlaget var även Tidningen Kulturen (grundad 2006 tillsammans med Guido Zeccola) och tidskriften Subaltern knutna - bägge numera nedlagda till förmån för bokserier.
Samtliga böcker från antikvariatet, bokhandeln, bokförlaget och tryckeriet saluförs på en gemensam webbplats.
Sedan 2008 driver företaget även ett digitaltryckeri med fokus på bokproduktion.